# ミッチーチェン
ミッチーチェン（1977年3月15日 - ）は、日本の山形県を拠点とするタレント、2008年より「伝説の余興師」のキャッチコピーで活動。また、山形弁ラッパー「MC GATA」韓流系アーティスト「チェンタンソク」演歌歌手「乱川みちる」など様々なキャラクターに扮して歌手活動をしている。本名：大江 通成（おおえ みちなり）。身長174cm。代表作は「トッポギとチヂミと私」チェンタンソク。事務所はHigh Cloud。

## 略歴
山形県天童市出身。天童市立第二中学校、日本大学山形高等学校、帝京大学文学部卒業。
2008年3月、関西テレビ『R-1グランプリ』に出場。自らを「伝説の余興師」と名乗り、結婚式やイベントの余興を中心に活動開始。
2010年3月、コミックソング「白馬の王子」収録CD発売。このCDのオカッパ頭にタキシード姿の格好が山形県内のメディアに広がり、様々なCMに出演。
2010年 - 2012年、日本テレビ系列『24時間テレビ 「愛は地球を救う」』のMCを山形で担当。ラーメン特番などの番組にもナレーションで多数出演。
2013年10月、ミッチーチェンが日曜4時に誰かに扮して（化けて＝ミッチーチェンの友人）ゲスト出演するという設定で展開するコント番組『ミッチーチェンの4時バケ』がYBCラジオでスタート。この番組で誕生した山形訛りのラッパー「MC GATA」の人気に火が着く。その後、MC GATAとして始動する。
2015年1月、MC GATAとしてエスエスエコーズからCD「帰郷〜これが俺の生きGATA〜」をリリース。2月、TBSテレビ『ニンゲン観察バラエティ モニタリング』に喋る自動販売機役で出演。10月、「ミッチーチェン・MC GATA LINEスタンプを発売。方言クリエイターズ方言部門で1位を獲得。
同年からは義弟BANKINGがMCGATA活動のメンバーになり以後【MCGATAどBANKING】のユニットとして活動。同年8月には福島県二本松市で開催された「風とロックフェスキャラバン」に出演。この模様は福島中央テレビ『二畳半レコード』で放送された。さくらんぼテレビジョン『昼ドキ!TV やまがたチョイす』にレギュラー出演。11月、日本テレビ『月曜から夜ふかし』に出演し、「ひとりWe Are The World」のモノマネを披露。
2016年9月、テレビ朝日『羽鳥慎一モーニングショー』に出演。
2017年2月、「MC GATAどBANKING」として2ndシングル「アガスケのススメ」をリリース。3月、宮城県女川町の「復幸祭」に参加。2017年3月、スペースシャワーTV『Black File SELECTION』で「帰郷」「アガスケのススメ」2曲のミュージックビデオが紹介される。5月、NHK教育テレビジョン『天才てれびくんYOU』に出演、NHK総合テレビジョンの東北地方ローカル番組『みちたん』に出演。年9月、ミッチーチェンプロデュース韓国人アーティストの「チェンタンソク」が始動。
2019年2月、山形県南陽市の南陽市ラーメン大使就任。県内在住タレントとして初の就任者となった。
5月「MC GATAどBANKING」として3rdシングル「ラーメン伝笑曲 KA・SHE・ROW 〜麺王国やまがた〜」をリリース。2週連続で県内チャート1位を記録
一昨年リリースした 「トッポギとチヂミと私」チェンタンソクがTikTokで200万回再生突破。ホットチャート9月間1位を獲得。総再生回数も 4 億回を突破。
2020年5月、関西テレビ『やすとも・友近のキメツケ!※あくまで個人の感想です』で海原ともこがついつい何度も観てしまう動画として、チェンタンソク「トッポギとチヂミと私」のミュージックビデオが紹介される。
12月、日本テレビ『マツコ会議』に年収1000万以上稼ぐローカルスターとして出演。
2021年4月 - 9月 東北デスティネーションキャンペーン 山形県支局長に任命される。
2022年2月、宮城県の新聞紙『河北新報』で座標〜声の交差点を担当。
7月 山形マルハン「山形すこだま元気プロジェクト」 アンバサダー・ルノー山形SNSサポーター・山形県マイナンバーカード出張申請アンバサダー就任。
10月、BS日テレ『華大さ〜んキテミテ旅』第1回にゲストナビゲーターとして出演。
12月日本テレビ『踊る!さんま御殿!!』 ゲスト出演。
2023年4月さくらんぼテレビジョン『昼ドキ!TV やまがたチョイす』レギュラーMC就任。
フジテレビ「めざましテレビ」の【山形県から生中継】 FNSご当地うま撮GPにてレポーター出演。
5月テレビ東京「よじごじDays」で「ご当地タレントふるさと自慢」の新コーナーでリポーター出演。
12月BS日テレ「旅人検視官 道場修作」でドラマ初出演。
2024年4月ABCテレビ「相席食堂」出演。
2025年1月 「秘密のケンミンSHOW」出演
2025年1月　山陰テレビ「かまいたちの掟」出演

## CM出演歴
- パチンコZEST（山形県内のパチンコ店）
- 至福の楽園 和楽
- 酒場亀円
- 弁護士法人 法律事務所ホームワン
- 滝の湯ホテル
- 週末びっくり市
- auショップ
- 加藤物産
- ミスタータイヤマン
- 一艸亭
- JA山形不動産センター（2019年12月〜）
- こくみん共済 coop（2020年）
- あおぞら観光（2020年）
- 焼肉 べろきん 山形（2020年12月〜）
- 警視庁麻布警察署「特殊詐欺被害防止」コラボ（2021年10月）
- ダイヤモンドステーキ（2021年10月〜2022年10月 岡山県・香川県）
- 山形県マイナンバー出張申請所（2022年8月）
- forest inn SANGORO（2024年9月）
- Mステーション山形（2024年11月）